# Vladimír Sirůček
Vladimír Sirůček (* 12. května 1929 Manětín) je český fotograf a grafik.

## Život a práce
Sirůček se v německy mluvících zemích stal známým především fotografiemi v dílech Spejblových a Hurvínkových textů loutkové hry Miloše Kirschnera v Henschel Verlag Kunst und Gesellschaft v Berlíně, které vycházely v NDR v letech 1974 až 1978. V Československu vyšlo několik knih jeho uměleckých fotografií. Patří mezi ně například kniha Vladimír Sirůček: Fotografie nebo několik knih o Mělníku, včetně 100 let zahradnické školy v Mělníku (1885–1985).